# Transatlantic (serial cinematografico)
Transatlantic (The Romance of Elaine) è un serial cinematografico muto del 1915 diretto da George B. Seitz, Leopold e Theodore Wharton. Fu girato a Ithaca, nello stato di New York per la compagnia Wharton.
I dodici episodi sono interpretati da Pearl White e da Creighton Hale: tratto dal romanzo omonimo di Arthur B. Reeve, è il sequel dei due serial precedenti, I misteri di New York e The New Exploits of Elaine.
I ruoli nei serial vennero interpretati sempre dagli stessi attori. Il film - oggi considerato perduto - venne distribuito nelle sale statunitensi dalla Pathé il 14 giugno 1916. In Italia arrivò a partire dal 1917 distribuito dalla Rossetto&Scarabellin.

## Trama

### Episodi
1. Il baule verde (The Lost Torpedo)
2. Il sottomarino (The Gray Friar)
3. Pirati dell'aria (The Vanishing Man)
4. Il segreto dell'anello (The Submarine Harbor)
5. Casa incantata (The Conspirators)
6. Le due Elene (The Wireless Detective)
7. Rose rosse (The Death Cloud)
8. Goletta "la Pantera" (The Search Light Gun)
9. L'invenzione di Giustino Clarel (The Life Chain)
10. The Flash (Non distribuito in Italia)
11. The Disappearing Helmets (Non distribuito in Italia)
12. The Triumph Of Elaine (Non distribuito in Italia)[1]

## Produzione
Il film fu girato a Ithaca, nello stato di New York.

## Distribuzione
Il serial in 12 episodi di 2 rulli ciascuno venne distribuito dalla Pathé Exchange, uscendo nelle sale USA il 14 giugno 1915.

### Date di uscita
IMDb
- USA	14 giugno 1915
- Argentina	17 agosto 1916

Alias
- Los misterios de Nueva York	Argentina